# Ambassade van Suriname in de Verenigde Staten
De ambassade van Suriname in de Verenigde Staten staat aan de Connecticut Ave, N.W. in Washington, D.C.
De eerste ambassadeur van Suriname was Roël Karamat in 1976. Hij trad in februari 1977 eveneens aan als permanent vertegenwoordiger bij de Organisatie van Amerikaanse Staten.
De ambassade werd rond 2020 verhuisd naar een andere locatie aan de Connecticut Avenue (van nummer 4301 naar 4201).

## Ambassadeur
De huidige ambassadeur van Suriname in de Verenigde Staten is Niermala Badrising (stand 2021).